# Ланджазат
Ланджазат (арм. Լանջազատ) — село в Араратской области Армении.

## География
Село расположено в северо-западной части марза, на правом берегу реки Азат, на расстоянии 16 километров к северу от города Арташат, административного центра области. Абсолютная высота — 965 метров над уровнем моря.
Климат
Климат характеризуется как семиаридный (BSk в классификации климатов Кёппена).

## Население
| Год переписи | Население          | Население          | Население          | Население            | Население            | Население            |
| Год переписи | Наличное население | Наличное население | Наличное население | Постоянное население | Постоянное население | Постоянное население |
| Год переписи | Всего              | Мужчины            | Женщины            | Всего                | Мужчины              | Женщины              |
| ------------ | ------------------ | ------------------ | ------------------ | -------------------- | -------------------- | -------------------- |
| 2001         | 1440               | 703                | 737                | 1460                 | 717                  | 743                  |
| 2011         | 1333               | 652                | 681                | 1388                 | 687                  | 701                  |